# Dragostea din tei
Pour les articles homonymes, voir DDT.
Singles de O-Zone
Despre Tine
(2002) De ce plâng chitarele
(2004)
Dragostea din tei (prononciation : [ˈdraɡoste̯a din ˈtej]), ou DDT, est une chanson du groupe moldave O-Zone, chantée en roumain. Le titre signifie, mot à mot, « L'amour venu du tilleul », qui n'a pas vraiment de sens. Il s'agirait d'un jeu de mots avec « Dragostea dintâi », qui signifie « Le premier amour ». Elle est connue notamment pour son refrain « nu mă, nu mă iei » qui signifie « tu ne me, tu ne m'emmènes pas ». La chanson connut une seconde jeunesse et fut popularisée Outre-Atlantique et dans le monde entier grâce à la version vidéo de Gary Brolsma Numa Numa.
Il y a eu plusieurs reprises et parodies de Dragostea din tei comme en 2004, la reprise de la chanteuse Haiducii (en),. En 2008, le rappeur américain T.I. sample  Dragostea din tei, accompagné de la chanteuse Rihanna Live Your Life qui entra en 2e position des ventes de singles aux États-Unis. Le top model Alina Pușcău reprend en anglais Dragostea din tei dans le remix du DJ Basshunter intitulé When You Leave (Numa Numa).

## Histoire
Le single sort en Roumanie en 2003, et dans le reste du monde en 2004[réf. nécessaire].

## Clip vidéo
Le clip vidéo est tourné en mars 2003. Le clip se déroule dans les années 1980. On y retrouve, comme pour les clips précédents, des passages de Numai Tu, ainsi que de Despre Tine. Ce clip montre les O-Zone dansant tantôt sur l'aile d'un avion, tantôt dans un studio, on y voit aussi des passages de bande dessinée. En vérité, cette chanson serait un rêve selon le clip car Arsenie Todiraș s'endort au début du clip avant de se réveiller à la fin, où Dan Bălan lui présente une bande dessinée qui montre ce dont il a rêvé.

## Reprises, utilisations et détournements

### Reprises
- Haiducii (en), avec le même titre[5],[6];
- Le rappeur américain T.I. a samplé un extrait de cette chanson pour son titre Live Your Life en duo avec Rihanna en 2008 ;
- Le top model Alina Pușcău (en), dans le remix de Basshunter intitulé When You Leave (Numa Numa) en 2008 ; les paroles ont été utilisées sur une version anglaise où des gens chantent sur l'instrumental de la version d'O-Zone ;
- Le groupe allemand ItaloBrothers avec leur titre My Life is A Party en 2012 ;
- Le chanteur finlandais Frederik (en) avec le titre Kumimies (litt. l'homme caoutchouc) ;
- Inna, pour l'anniversaire de la radio Kiss FM reprend la chanson avec Andrei Ciobanu ;
- La chanteuse coréenne Hyun Young (현영) avec sa chanson Rêve de Nuna (누나의꿈 ), Nuna étant une façon pour un homme d'appeler une femme légèrement plus âgée que lui ;
- Reprise par Julien Doré - Souvenirs d'enfance (feat. Simone & Jean-Marc] ;
- Reprise par le groupe Feuerschwanz en 2022 dans leur album Memento Mori ;
- L'organisateur d'évènements italien Massimo Gargia parodie sur le titre Ma Ce Ki ?.
- Le DJ David Guetta reprend Dragosta din tei avec I Don't Wanna Wait, qui explose en popularité durant l'été 2024.

### Parodies
- les animateurs du 6/9 sur NRJ pour parodier l'émission de téléréalité La Ferme Célébrités, la chanson étant devenue Le poulailler, et ayant atteint la deuxième place du Top 50 derrière la version originale[7] ;

### Dans la culture
- La chanson est à l'origine du mème internet nommé Numa Numa où Gary Brolsma dansant bizarrement sur la chanson ;
- Le tube apparaît notamment dans le huis clos de Xavier Dolan, Juste la fin du monde ; la chanson survient lorsque la mère (Nathalie Baye), souhaite montrer à son fils (Gaspard Ulliel) la chorégraphie qu'elle exécute sur cette musique lors de son cours de fitness avec sa fille (Léa Seydoux) sous les yeux de son autre fils Antoine (Vincent Cassel) excédé et de la femme de ce dernier (Marion Cotillard).

## Liste des pistes
- CD single

1. Dragostea din tei (original Romanian version) — 3:33
2. Dragostea din tei (DJ Ross radio RMX) — 4:15

- CD maxi single

1. Dragostea din tei (original Romanian version) — 3:33
2. Dragostea din tei (DJ Ross radio RMX) — 4:15
3. Dragostea din tei (DJ Ross extended RMX) — 6:22
4. Dragostea din tei' (original Italian version) — 3:35
5. Dragostea din tei (Unu' in the dub mix) — 3:39

## Classement et ventes
| Classement (2003-2005)                        | Meilleure position |
| --------------------------------------------- | ------------------ |
| Autriche Singles Chart                        | 1                  |
| Belgique (Flandre) Ultratop 50 Singles Chart  | 2                  |
| Belgique (Wallonie) Ultratop 40 Singles Chart | 1                  |
| Danemark Singles Chart                        | 1                  |
| Pays-Bas Top 40                               | 1                  |
| Eurochart Hot 100 Singles                     | 1                  |
| Finlande Singles Chart                        | 2                  |
| France SNEP Singles Chart                     | 1                  |
| Allemagne Singles Chart                       | 1                  |
| Irlande IRMA Singles Chart                    | 1                  |
| Italie FIMI Singles Chart                     | 17                 |
| Norvège VG-lista Singles Chart                | 1                  |
| Roumanie Singles Chart                        | 1                  |
| Espagne Singles Chart                         | 1                  |
| Suède Singles Chart                           | 3                  |
| Suisse Singles Chart                          | 1                  |
| Royaume-Uni Singles Chart                     | 3                  |
| États-Unis Billboard Hot Dance Airplay        | 14                 |
| États-Unis Billboard Pop 100                  | 72                 |
| Pologne Cartes polonaises                     | 5                  |

| Classement annuel (2004) | Position |
| ------------------------ | -------- |
| Autriche                 | 1        |
| Belgique (Flandre)       | 7        |
| Belgique (Wallonie)      | 1        |
| Pays-Bas                 | 1        |
| France                   | 17       |
| France                   | 1        |
| Allemagne                | 1        |
| Irlande                  | 9        |
| Suisse                   | 1        |
| Royaume-Uni              | 28       |

| (2000–2009) | Position |
| ----------- | -------- |
| Allemagne   | 3        |

### Certifications
| Région    | Certification | Date              | Ventes  |
| --------- | ------------- | ----------------- | ------- |
| Autriche  | Platine       | 13 septembre 2004 | 30 000  |
| Belgique  | Or            | 2004              | 20 000  |
| Danemark  | Or            | 22 septembre 2004 | 4 000   |
| France    | Diamant       | 15 septembre 2004 | 750 000 |
| Allemagne | 2 × Platine   | 2005              | 600 000 |
| Pays-Bas  | Platine       | 2004              | 60 000  |
| Suède     | Or            | 2 septembre 2004  | 10 000  |
| Suisse    | Platine       | 2004              | 40 000  |